# David Dekker
David Dekker (* 2. Februar 1998 in Amersfoort) ist ein niederländischer Radrennfahrer.

## Werdegang
David Dekker stammt aus einer Radsportfamilie. Er ist der Sohn des Radrennfahrers Erik Dekker. Auch sein Bruder Kelvin, sein Cousin Jens und seine Onkel Dick und Gerad waren Radrennfahrer.
Als Juniorenfahrer gewann Dekker 2016 die Gesamtwertung der Tour des Portes du Pays d'Othe. Im Erwachsenenbereich gewann er 2019 einen Abschnitt des U23-Etappenrennens Carpathian Couriers Race und wurde niederländischer U23-Meister im Straßenrennen. Im Jahr 2020 gewann er mit dem Ster van Zwolle und dem Dorpenomloop Rucphen seine ersten Eintagesrennen im Elitebereich.
Zur Saison 2021 wurde Dekker Mitglied im UCI WorldTeam Jumbo-Visma. Bei seinem ersten Einsatz, der WorldTour-Rundfahrt UAE Tour, belegte er auf zwei Etappen im Massensprint jeweils den zweiten Platz und gewann die Punktewertung. Ein weiterer zählbarer Erfolg in den zwei Jahren für Jumbo-Visma blieb ihm jedoch verwehrt. Auf der zweiten Etappe der Burgos-Rundfahrt 2022 verursachte er an einer Bodenwelle 500 Meter vor der Ziellinie einem Massensturz, der einen Disput mit der UCI hinsichtlich der Streckenführung im Finale auslöste.
Zur Saison 2023 verließ Dekker Jumbo-Visma auf eigenen Wunsch und wechselte zum Team Arkéa-Samsic, weil er in einem anderen Team bessere Chancen für seine eigene sportliche Entwicklung sah. Nach zwei sieglosen Saisonen wechselte er mit dem Jahr 2025 zum baskischen UCI ProTeam Euskaltel-Euskadi.

## Erfolge
2016
- Gesamtwertung Tour des Portes du Pays d'Othe

2018
- Bergwertung Olympia’s Tour

2019
- eine Etappe Carpathian Couriers Race
- Niederländischer Meister – Straßenrennen (U23)

2020
- Ster van Zwolle
- Dorpenomloop Rucphen

2021
- Punktewertung UAE Tour

## Grand Tour-Platzierungen
| Grand Tour            | 2021 | 2022 | 2023 | 2024 |
| --------------------- | ---- | ---- | ---- | ---- |
| Giro d’ItaliaGiro     | DNF  | –    | DNF  | DNF  |
| Tour de FranceTour    | –    | –    | –    | –    |
| Vuelta a EspañaVuelta | –    | –    | –    | –    |